# Каштановая минирующая моль
Кашта́новая мини́рующая моль, или охридский минёр:26 (лат. Cameraria ohridella) — инвазивный вид бабочек из семейства молей-пестрянок, являющийся главным вредителем конского каштана обыкновенного, уничтожающим листву деревьев. Реже встречается на других видах конского каштана, а также клёнах и девичьем винограде. Ареал вида охватывает большую часть Европы и с каждым годом продолжает расширяться. Встречается повсюду, где произрастают кормовые растения: в парках, на обочинах дорог и в городских зелёных насаждениях.
Каштановая минирующая моль — опасный вредитель конского каштана, наносящий серьёзный ущерб городским посадкам этого дерева. Ущерб, причиняемый этим видом в Европе, исчисляется сотнями миллионов евро в год:56. В Европе энтомологами проводятся научные исследования по естественным врагам и использовании их для биологического контроля моли. В последнее время описаны хищники, паразитоиды и энтомопатогенные грибки насекомого, разрабатываются способы их применения (главным образом грибков) для борьбы с молью.

## Распространение и история открытия
Происхождение данного вида точно не известно. Впервые он был описан из Македонии в 1980-х годах, где каштановая минирующая моль была отмечена на конском каштане обыкновенном, в связи с чем некоторые авторы и предложили теорию о том, что эта моль является реликтом Балкан. Однако этот взгляд не нашёл поддержки, поскольку после описания вид стал отмечаться на новых территориях в Европе. Возможным первоначальным ареалом каштановой минирующей моли может быть Северная Америка, где представители рода Cameraria представлены особенно широко (около 50 видов), или Восточная Азия, в частности Китай (12 видов), но кроме Европы охридский минёр пока нигде не встречался. Тем не менее, распространение молей-пестрянок на планете изучено ещё недостаточно.

### История расселения вида в Европе

История расселения каштановой минирующей моли с 1984 по 2007 гг.

Взрослые особи охридского минёра отмечены в начале 1980-х годов в окрестностях Охридского озера в Македонии, а в 1986 году были описаны Герфридом Дешкой (Gerfried Deschka) и Ненадом Димичем (Nenad Dimič) как новый вид. Спустя некоторое время после описания было зафиксировано постепенное распространение вида на север. На протяжении всего нескольких лет каштановая минирующая моль заселила территорию Хорватии, Венгрии и Румынии. После обнаружения охридского минёра близ города Линц в Австрии в 1989 году было отмечено, что данный вид моли стал стремительно занимать новые территории и уже к 1994 году достиг Чехии и Германии.
В Польше впервые была отмечена в 1998 году в Нижней Силезии и за пять лет расселилась уже по всей её территории. В некоторых районах находки этой моли представляются случайной интродукцией, связанной с автомобильным и железнодорожным транспортом, поскольку находятся далеко за пределами увеличивающейся территории ареала. Скорость расширения ареала в Польше составила 100 км в год.
В 2002 году каштановая минирующая моль была отмечена в Швеции, Дании и Великобритании. В 2003 году вид впервые отмечен в России в Калининградской области. В 2006 году вид отмечен на юге Финляндии в городе Ханко, куда был, видимо, занесён на паромах из Германии. В 2007 году моль впервые отмечена в Литве, затем в Латвии (Лиепая) и Эстонии (Тарту).
По состоянию на 2011 год каштановая минирующая моль отмечена на территории следующих стран: Австрия, Албания, Бельгия, Болгария, Босния, Великобритания, Венгрия, Германия, Герцеговина, Греция, Дания, Испания, Италия, Косово, Латвия, Литва, Лихтенштейн, Люксембург, Македония, Молдавия, Нидерланды, Польша, Румыния, Сербия, Словакия, Словения, Турция, Украина, Франция, Чехия, Швейцария, Швеция, Хорватия и Эстония, а также в Европейской части России. Но ареал каштановой минирующей моли всё ещё продолжает увеличиваться, из-за широко используемого по всей Европе и в Азии конского каштана обыкновенного в декоративных целях в городских и пригородных районах:56. В России моль встречается в Калининградской области (с 2003 года), в Брянской, Курской, Белгородской, Ростовской, Орловской, Смоленской, Нижегородской и в Саратовской областях, в Москве и Твери.
За лето и осень 2013 года вид стал распространяться по территории Норвегии, в частности он был отмечен Фредрикстаде, Фрогне и Осло.

## Морфология

### Имаго

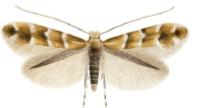
Иллюстрация из книги «BioRisk: Biodiversity & Ecosystem Risk Assessment» (2010)

Длина тела бабочки — 6—7 мм, размах крыльев 7—9,5 мм. Голова покрыта красноватыми волосками. Усики последним члеником почти достигают вершины передних крыльев. Грудь почвенного цвета. Передние крылья красновато-коричневые, с белыми базальными линиями, двумя изогнутыми наружу белыми линиями, которые с внешней стороны тонко окаймлены чёрной полоской, и двумя парами изогнутых костальных и дорсальных линий. Апикальная часть (вершина) передних крыльев беспорядочно усыпана черноватыми чешуйками. Задние крылья и брюшко серые. Ноги белые в чёрных точках.

### Яйцо
Яйцо диаметром 0,27—0,32 мм, имеет каплевидную форму; светло-зелёного цвета. Экзувий яйца после отрождения гусеницы становится светлым, серовато-белым; его форма овальная, слегка уплощённая.

### Гусеницы
Гусеница первого возраста длиной 0,8 мм, светло-зелёная, полупрозрачная. Тело уплощённое, к заднему концу сильно суженное. Первый грудной сегмент широкий (примерно 0,2 мм), заметно шире остальных сегментов груди. Головная капсула длиной 0,1—0,15 мм и шириной 0,11—0,2 мм, золотисто-коричневая, почти прозрачная.
Гусеница второго возраста длиной 2 мм, светло-зелёная, полупрозрачная, в светлых волосках. Головная капсула длиной 0,24 мм и шириной 0,25 мм, золотисто-коричневая, почти прозрачная. Первый грудной сегмент широкий — в среднем 0,3 мм.
Гусеницы третьего возраста длиной примерно 3,5 мм, желтовато-зелёные или бледно-жёлтые. Тело в редких светлых волосках; дорсальные щетинки на втором — третьем грудном и первом — восьмом сегментах брюшка коричневые. Первый сегмент груди также шире остальных, шириной до 0,75 мм. Головная капсула длиной 0,35 мм и шириной 0,40 мм, светло-коричневая, блестящая.
Гусеницы четвёртой стадии длиной 4,5 мм, обычно светло-зелёные или желтовато-зелёные. Тело более или менее цилиндрической формы, после пятого сегмента брюшка заметно суженное к заднему концу. Первый сегмент груди шириной 0,78 мм. Головная капсула такого же цвета, как и тело, длиной 0,35—0,4 мм и шириной 0,45—0,5 мм.
Гусеницы пятого возраста длиной 4,5—6 мм, зеленовато-серые. Тело покрывают волоски; дорсальные щетинки груди и брюшка чёрные. Первый сегмент груди 1,1 мм, самым широким теперь является третий сегмент, ширина которого 1,26 мм. Головная капсула коричневая.
Гусеницы шестого возраста длиной 4,2—5,5 мм. Тело матовое, бледно-зелёное или беловато-жёлтое, в светлых волосках, веретеновидное. Первый грудной сегмент у́же второго и третьего сегментов и ряда последующих сегментов брюшка. Головная капсула длиной 0,5 мм и шириной 0,45 мм, цветом почти такая же, как и тело: от бледно-зелёного до бледно-коричневого.

### Куколка
Куколка длиной 3,25—5,7 мм, тёмно-коричневая, в коротких светлых волосках. Вершина головы характерной клювовидной формы. На каждом, со второго по третий, брюшном отделе имеется по паре загнутых крючков, которыми куколка, высовываясь из мины, держится за кокон или эпидерму — внешний покровный слой листа, перед выходом бабочки. Примечательно, что половой диморфизм на этой стадии выражен достаточно явно — куколки самцов морфологически отличаются от куколок самок: у них, в отличие от куколок самок, седьмой сегмент дистально расширен.

## Развитие
Самки откладывают от 20 до 82 яиц за жизнь, располагая их беспорядочно, с лицевой стороны листа; часто откладывают возле его боковой жилки, иногда возле центральной жилки, но редко возле жилки третьего порядка. На одной листовой пластинке сложного листа каштана разными самками может быть отложено от 20 до 84 яиц. Эмбриональное развитие длится от 4 до 21 суток, в зависимости от температуры окружающей среды.
Одной из главных особенностей развития каштановой минирующей моли и других видов семейства является гиперметаморфоз — способ развития, при котором гусеницы разных возрастов резко отличаются; гусеница проходит шесть фаз развития, при этом гусеницы первого — третьего возрастов от гусениц четвёртого и пятого возрастов отличаются образом жизни и питанием, что, в свою очередь, отражается на их внешнем различии. На шестой фазе развития гусеницы прядут шёлк и не питаются.
Гусеницы первых трёх фаз развития питаются только растительным соком (поэтому данная стадия называется «сокоедной фазой») и образуют мины в эпидермальном слое листа или непосредственно под кожицей. Гусеницы четвёртой и пятой фаз переходят от питания клеточным соком к питанию самими тканями верхней части мезофилла листа (так называемая «тканеедная фаза»), при этом образуя в листе более просторные и глубокие мины. Тело этих гусениц становится более или менее цилиндрическим, они приобретают хорошо развитые грудные и брюшные ноги. Их голова становится полупрогнатической, ротовые органы хорошо развиты. Гусеницы на шестой фазе развития не питаются («непитающаяся фаза»), а прядут шёлк для постройки кокона. Гусеницы на данной фазе развития отличаются редукцией ротового аппарата, хорошо развитым прядильным аппаратом и более веретеновидной формой тела. На протяжении 20—45 дней, в зависимости от климата и сезона. Согласно Герасимову А. М. (1952), в роде Camereria в пределах шестой фазы выделено два возраста: в первом гусеницы делают облицовку кокона, во втором — внутреннюю её часть; более того, готовые окукливаться гусеницы способны заселять коконы прежних поколений.
Появившись из яиц, гусеницы первого возраста проникают под кутикулу в эпидермальный слой листа кормового растения. Там они начинают поглощать сок, обычно проделывая прямой, слегка изогнутый ход вдоль жилки. Этот ход в эпидермальной части серебристого цвета, длиной 0,7—1,5 мм и шириной 0,3—0,5 мм. Экскременты гусеницы на этом участке мины проявляют на ней чёрную центральную линию (шириной 0,05 мм в начале и 0,08 в конце), которая образована отделами, соединёнными между собой пятнами. Затем гусеница в эпидермальном слое листа образует пятновидную мину диаметром 1 мм, где приступает к линьке. В этом месте линия экскрементов образует пятновидную часть неправильной сферической формы. Иногда пятновидная часть мины бледно-коричневая. Гусеницы, образующие такие мины, уже могут приступать к питанию соком клеток верхнего слоя пластидной паренхимы.
Гусеницы второго возраста полностью переходят к питанию клеточным соком листа кормового растения. К концу второго возраста личинки образуют округлую мину диаметром 2—3 мм. Гусеницы третьего возраста всё ещё питаются клеточным соком в верхнем слое палисадной паренхимы. Вначале гусеницы по кругу расширяют мины, при этом экскременты полностью покрывают дно мины, образуя концентрические круги чёрного цвета. Округлая мина диаметром 6—8 мм, тёмная. В четвёртом возрасте гусеницы переходят от питания соком к питанию тканями уже всех слоёв палисадной паренхимы. Длина мины в среднем уже 16 мм. В пятом возрасте гусеницы продолжают питаться тканями. Мина длиной от 18 до 31 мм и шириной от 6—8 до 12—14 мм. Гусеницы шестого возраста вообще не питаются. Они сначала очищают площадку от экзувиев и головных капсул предыдущих возрастов для постройки кокона и приступают к делу.
|                                                                     |  |  |
| Слева-направо: имаго, гусеница и куколка каштановой минирующей моли |  |  |

В анабиоз впадают только куколки. В холодных районах перед уходом на зимовку в количественном соотношении гусеницы преобладают над куколками, из гусениц большая часть при этом гибнет. После заморозков могут выжить только практически завершившие питание особи, во время оттепелей они способны окуклиться:54.
Взрослые насекомые в природе появляются в самом начале цветения каштана, появления лепестков. Из куколок бабочки отрождаются (появляются) преимущественно в первой половине дня. Во второй половине дня случаи отрождения единичные:52.

## Экология
Каштановая минирующая моль — один из двух видов (наряду с Cameraria aesculisella из Северной Америки) данного рода, которые питаются на конских каштанах. Гусеницы живут и питаются внутри листьев различных видов конского каштана, реже клёна. Гусеницы питаются главным образом соком листьев белоцветковых конских каштанов, таких как конский каштан обыкновенный и конский каштан японский из секции Aesculus, наименее устойчивых к гусеницам. На некоторых конских каштанах выживают не все особи, так как эти виды имеют меньшую пищевую ценность. К таким видам относятся конский каштан жёлтый, конский каштан голый, конский каштан красный и конский каштан лесной из секции Pavia. Некоторые каштаны вовсе губительны для большинства особей молей, а именно Aesculus glabra var. sargentii (из секции Pavia), конский каштан мелкоцветковый, конский каштан ассамский, конский каштан калифорнийский, конский каштан китайский и конский каштан индийский (из секций Macrothyrsus и Calothyrsus). Отмечено, что на конском каштане китайском и Aesculus glabra var. sargentii гусеницы гибнут, достигнув старшего возраста, а на конском каштане мелкоцветковом, конском каштане ассамском, конском каштане калифорнийском, конском каштане китайском и конском каштане индийском не выживают и гусеницы первого — второго возрастов:27.
Из гибридов каштанов наименьшую устойчивость к повреждению гусеницами имеет Aesculus ×bushii, чуть более устойчивы Aesculus ×dallimorei, Aesculus ×dupontii, Aesculus ×glaucescens, Aesculus ×plantierensis и Aesculus ×woelintzense, ещё более устойчивы Aesculus ×arnoldiana и Aesculus ×hybrida. Конский каштан мясо-красный и Aesculus ×neglecta губительны для младших возрастов гусениц.
В Европе отмечено, что гусеницы могут развиваться также в листьях различных видов клёнов, в частности клёна остролистного и клёна белого, но питание этими растениями приводит к повышенной смертности минёра, как от, например, конского каштана мясо-красного. В 2006 году в Киеве гусеницы отмечены на девичьем винограде пятилисточковом, родиной которого считается Северная Америка:27.
| |  |  |  |
| Слева-направо: гусеница возле своей листовой мины; мины с открытыми коконами, которых покинули моли; листва конского каштана, поражённая гусеницами моли; последствия инвазии гусеницами конских каштанов |  |  |  |

Проникнув в лист, гусеницы питаются его соком, из-за чего на внешней стороне листа начинают проявляться жёлтые или красноватые следы, так называемые мины. Концентрация мин на конском каштане может быть очень высокой — до 700 мин на один лист. Однако в Европе существует гриб Guignardia aesculi, который тоже поражает листья конских каштанов и оставляет на них пятна, внешне почти не отличимые от мин каштановой минирующей моли. Они отличаются от мин жёлтой каймой, которой у мин гусениц нет, а также тем, что грибки образуют пикниды — чёрные пузырьки на уже коричневом участке листа.
Гусеницы, проделывая мины, могут доходить до границ с соседними минами гусениц того же вида, вследствие чего мины могут сливаться. Если в листе обитает большое количество гусениц, то лист из-за них целиком лишается зелёной массы, становится бурым и вянет, и уже в конце лета (июле — августе) такие вялые листья опадают — намного раньше, чем если бы листья опадали здоровыми осенью.

### Вред
Каштановая минирующая моль наносит настолько серьёзный вред посадкам обыкновенного конского каштана в Европе, что местами (например, в ряде районов Германии) ставит под вопрос целесообразность дальнейшего культивирования этого дерева в городах. Наносимый гусеницами вред выражается, в частности, в том, что повреждённые кроны каштана не обеспечивают деревьям достаточного накопления питательных веществ, что зимой приводит к вымерзанию. Если не происходит полного вымерзания, сильно повреждённые каштановой минирующей молью деревья весной плохо распускаются, а отдельные ветви усыхают. На ослабленных деревьях, как правило, поселяются другие вредители, повреждающие листья, побеги, стволы, а также развиваются грибные инфекции:56.
Вследствие повреждения каштановой минирующей молью каштаны, составляющие во многих районах Европы основу городского озеленения, теряют естественный декоративный облик, что представляет серьёзную проблему для служб, занимающихся парковым дизайном:56.
Если каштаны поражаются молью несколько лет подряд, они, как правило, гибнут. Однако даже если они выживают, эстетический ущерб настолько серьёзен, что во многих европейских городах муниципалитеты уже принимают меры по замене обыкновенного конского каштана на другие, более устойчивые к вредителям виды каштанов или других деревьев. На это тратятся достаточно крупные суммы, к примеру, замена 80 % каштанов в Берлине оценивается приблизительно в 300 млн евро:56.

### Естественные враги и биологический контроль

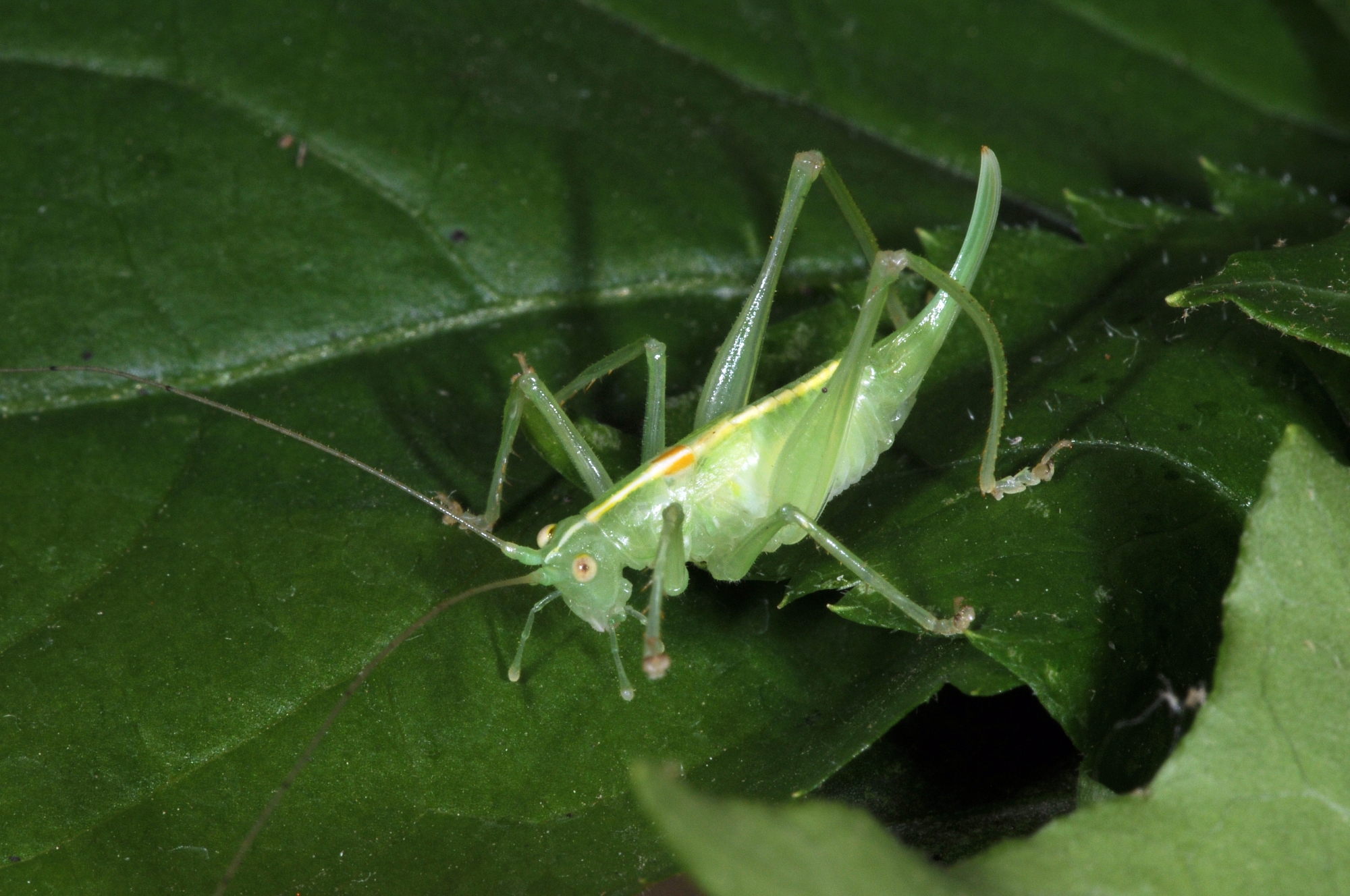
Вид прямокрылых Meconema meridionale наносит умеренный вред популяции каштановой минирующей моли

Мало известно о том, какие естественные враги преимагинальных стадий (стадий до состояния взрослой особи) каштановой минирующей моли встречаются в Европе. Однако задокументировано свыше 20 видов птиц, питающихся личинками и куколками, редко взрослыми молями. Среди них — синицы, такие как лазоревка, большая синица, черноголовая гаичка. Среди насекомых естественными врагами моли выступают прямокрылые (Phaneroptera paleata и Meconema meridionale), которые питаются каштановой минирующей молью преимагинальных стадий и за день способные съесть около 10 особей. Также молью питаются представители сетчатокрылых, длинноусых прямокрылых, кожистокрылых, полужесткокрылых, муравьёв, настоящих ос и божьих коровок, а также пауки. Отмечено около 60 видов паразитоидов каштановой минирующей моли — организмов, личинки которых проживают на или внутри взрослого насекомого или его преимагинальной стадии. К ним относятся перепончатокрылые различных семейств.
В ходе изучения биологического контроля каштановой минирующей моли 2007 году выявлены также энтомопатогенные грибки, которые поражают особей молей. К таким видам относятся грибок Beauveria bassiana из семейства Cordycipitaceae, и виды Paecilomyces fumosoroseus и Paecilomyces farinosus из семейства Trichocomaceae. 2011 году в Варшаве из полученных экземпляров куколок энтомологами были выделены паразитические грибки родов Paecilomyces и Lecanicillium.